# Le Roi Arthus
Le Roi Arthus, opus 23, és un drama líric en tres actes i sis quadres del compositor francès Ernest Chausson, l'únic que va escriure amb un llibret escrit per ell mateix. Escrita entre el 1886 i el 1895, l'obra no es va estrenar fins quatre anys després de la mort del compositor, el 30 de novembre de 1903 al Théâtre royal de la Monnaie de Brussel·les, dirigida per Vincent d'Indy.

## Representacions
Després de l'estrena francesa, que fou el 30 de març de 1916 (i només del tercer acte), l'òpera s'ha representat poc: a Dortmund i a Bregenz el 1996, a Montpeller i a Colònia el 1997, a Brussel·les el 2003 (per celebrar el centenari de l'estrena mundial), a Estrasburg el 2014 i a París el 2015, amb una nova producció de la mà de Graham Vick, amb Roberto Alagna i Sophie Koch.

## Anàlisi musical
L'obra està perfectament disposada: un preludi orquestral precedeix als tres actes que comprenen cadascun dos quadres. El tractament de l'orquestra revela la introducció d'un estil simfònic a l'òpera que respon als mateixos requisits que els del repertori purament instrumental. El diàleg es desenvolupa de forma contínua, sense interrupció, i la música, connectant cada quadre per interludis, conrea l'art de transició inadvertida.
Chausson enriqueix la seva harmonia utilitzant tant els vells camins com la gamma de tons els quals Debussy s'apoderaria uns anys més tard. Els temes que flueixen per la partitura estan lluny del principi del leitmotiv wagnerià, que el compositor no van utilitzar sistemàticament, i fins i tot de vegades arriba a dissimular-los.

## Enregistraments
- Le Roi Arthus. Gino Quilico, Teresa Żylis-Gara, Gösta Winbergh, René Massis, Gilles Cachemaille,French Radio Chorus and New Philharmonic Orchestra, sota la direcció d'Armin Jordan, Erato, 1986.
- Le Roi Arthus. Philippe Rouillon, Susan Anthony, Douglas Nasrawi, Gilles Cachemaille, Evgenij Demerdjiev, Wiener Symphoniker, sota la direcció de Marcello Viotti, ORF Koch Schwann, 1996
- Le Roi Arthus. Andrew Schroeder, François Le Roux, Susan Bullock, Simon O'Neill, David Okulitch, Donald McIntyre, Paul Parfitt, BBC Symphony Orchestra, sota la direcció de Leon Botstein, Telarc, 2005.